# Myralvspindel
Myralvspindel (Maro lepidus) är en spindelart som beskrevs av Casemir 1961. Myralvspindel ingår i släktet Maro och familjen täckvävarspindlar. Arten är reproducerande i Sverige. Inga underarter finns listade i Catalogue of Life.